# Васа Стајић
Васа Стајић (Мокрин, 10. фебруар 1878 — Нови Сад, 10. фебруар 1947) био је српски филозоф и писац. Низ његових дела сматра се кључним за познавање историје Новог Сада.

## Биографија
Гимназију учио у Великој Кикинди, Сремским Карловцима и Сењу. Као ученик био је због социјалистичке агитације искључен и карловачке гимназије. Студирао је права, а потом филозофију у Будимпешти, Паризу и Лајпцигу, а дипломирао је 1902. године у Будимпешти. Започео рад као учитељ у банатским селима, потом је био професор у Пакрацу, па у Учитељској школи у Сомбору.
Дошавши из Пакраца школске 1904—1905. године почео је са радом као професор и суплент у Пљеваљској гимназији, где је у истом периоду радио професор и историчар Глигорије Елезовић.
Године 1938. објављен је пригодни зборник радова посвећен његовом 60. рођендану. У тој "Споменици" се истиче: Живот професор Стајића је био увек будна радиност и свежа делотворност. Садржински се његов живот дели на два периода. У првом, ранијем периоду он је револуционар који врши велики утицај на омладину. Деловао је у циљу ослобођења и уједињења југословенских народа, које се остварило након завршетка Првог светског рата. Наступа у новој држави, у новим околностима његове преусмерење ка историјској науци, када он исписује бројна историографска дела.
Пропагирао је Стајић идеје професора Сандића и предводио је Реформистички српски национални покрет младе војвођанске интелигенције. Као повереник Српске народне омладине пропагирао је уједињење свих Срба у државу Јужних Словена.

## Издавачка делатност
Издавао је предратне часописе Нови Србин и „Српска Просвета”. Због својих идеја био је често прогањан и осуђиван, и за време Првог светског рата а и у миру. Након рата покренуо је опет лист, сада је то  "Нова Војводина" у којем износи војвођанске проблеме. Сарађивао је пишући за много листова. Био је једно време секретар Матице српске и уредник „Летописа” (1921. и 1936). Био је и секретар Матице српске, али је 1944. године, на позив својих ђака прешао у Срем и придружио се партизанима.
Написао је преко 20 књига од којих су му најпознатије „Новосадске биографије” у шест томова, „Великокикиндски дистрикт” и друге. Посебно се истакао студијама о Светозару Милетићу (1926, преправљено и дотерано 1938), као и Јовану Јовановићу Змају (1933). Написао је преко 100 научно-стручних расправа. После Другог светског рата изабран је за доживотног председника Матице српске.
Његова капитална дела о историји Новог Сада ”Привреда Новог Сада”, ”Новосадске биографије”, ”Грађа за културну историју Новог Сада”, ”Грађа за политичку историју Новог Сада” су капитална дела на тему историје града.
Заслужан је за покрет планинарства и излетништва у Војводини. Године 1923. активно учествује у организовању Новосадске подружнице Српског планинарског друштва, која 1924. године постаје Планинарско друштво Фрушка гора.
Једна основна школа у Новом Саду и основна школа у Мокрину носе његово име.

## Одабрана дела
- Антологија родољубиве поезије (1914)
- Између живота и књижевности, чланци и белешке (1922)
- Самообразовање (1922)
- Светозар Милетић, живот и рад (1926)
- Војвођани о Војводини — поводом десетогодишњице ослобођења и уједињења
- Нови Сад (1933)
- О Хомеру војвођанских Ахила (1933)
- Новосадске биографије I—V (1936—1946)
- Грађа за културну историју Новог Сада (1947)

## Галерија
- Биста испред Матице српске
- Споменик Васи Стајићу, Нови Сад
- Спомен плоча на кући В. Стајића
- Кућа Васе Стајића
- Гроб Васе Стајића на Успенском гробљу - Нови Сад